# De Rompert
De Rompert is een woonwijk in 's-Hertogenbosch, in de Nederlandse provincie Noord-Brabant, gelegen in het stadsdeel Noord. De wijk ligt ten zuiden van de A59. De straatnamen in de wijk hebben geen namen, maar zijn genummerd; van Eerste Rompert tot en met de Zesde Rompert. Deze straten liggen aan een centrale dreef, de Rompertdreef. Maar ook Rompert Park, en de Eerste Morgen tot en met de Zesde Morgen en de Eerste Morgendreef tot en met de Vierde Morgendreef maken deel uit van de wijk. De Morgen was initieel een aparte woonwijk maar werd later bij De Rompert ingedeeld.
Aan Rompert Park grenst ook het gelijknamige park centraal in de wijk waarvan ook winkelcentrum De Rompert en de basisschool Noorderlicht deel uitmaken.

## Aangrenzende wijken
| Aangrenzende wijken | Aangrenzende wijken | Aangrenzende wijken | Aangrenzende wijken | Aangrenzende wijken |
| ------------------- | ------------------- | ------------------- | ------------------- | ------------------- |
|                     |                     | Maaspoort           |                     | De Donk             |
|                     |                     |                     |                     |                     |
| De Sprookjesbuurt   | De Haren            |                     |                     |                     |
|                     |                     |                     |                     |                     |
| De Hambaken         |                     | De Slagen           |                     |                     |